# Andrej Mozoláni
Andrej Mozoláni (ur. 17 grudnia 1976) – słowacki kulturysta. Dwukrotny mistrz Słowacji, dwukrotny mistrz Europy oraz jednokrotny mistrz Świata w kulturystyce.

## Życiorys
Jego miastem rodzinnym są Pieszczany. Absolwent Wydziału Wychowania Fizycznego i Sportu Uniwersytetu Komeńskiego w Bratysławie.
Należy do Międzynarodowej Federacji Kulturystyki i Fitnessu (IFBB). W 2004 i 2006 roku uzyskał tytuł mistrza Europy w kulturystyce amatorskiej. W 2005 w wywalczył tytuł mistrza świata na zawodach w Szanghaju.
W 2016 raper Palermo MC wydał piosenkę „Mozolani Comeback”, hołdującą powrót Mozolániego na scenę kulturystyczną. Zrealizowano także toczący się na siłowni teledysk, w którym wystąpili między innymi Mozoláni oraz Tomáš Kašpar.
Mieszka w Żylinie. Żonaty z Anną Mozoláni (z domu Urbaníková), która także jest kulturystką. Wysoce wykwalifikowany trener kulturystyki. Prowadzi centrum fitness o nazwie Mozolani Trainings Fitness Club.

## Warunki fizyczne
- wzrost: 167 cm[5]
- waga: ok. 95 kg[5]
- obwód bicepsa: 53 cm

## Osiągnięcia (wybór)
- 2001:
  - World Amateur Championships – IFBB, kategoria półśrednia – VI m-ce

- 2002:
  - World Amateur Championships – IFBB, kat. półśrednia – VI m-ce

- 2003:
  - World Amateur Championships – IFBB, kat. półśrednia – VI m-ce

- 2004:
  - European Amateur Championships – IFBB, kat. półśrednia – I m-ce
  - World Amateur Championships – IFBB, kat. półśrednia – IV m-ce

- 2005:
  - World Amateur Championships – IFBB, kat. półśrednia – I-mce

- 2006:
  - European Amateur Championships – IFBB, kat. lekko-półśrednia – I m-ce

- 2016:
  - Europa Charlotte Pro, kat. Bodybuilding 212 – II m-ce